# Elmer Lach
Elmer James Lach (Nokomis, 22 gennaio 1918 – Kirkland, 4 aprile 2015) è stato un hockeista su ghiaccio canadese.

## Biografia
Nel corso della sua carriera ha giocato con Regina Abbotts (1935/36), Weyburn Beavers (1936-1938), Moose Jaw Millers (1938-1940) e Montreal Canadiens (1940-1954).
Si è aggiudicato l'Art Ross Trophy per due volte (1945, 1948) e l'Hart Memorial Trophy una volta (1945).
Nel 1966 è stato inserito nella Hockey Hall of Fame.